# Classe Fuso
La classe Fuso (giapponese: 金剛) fu una classe di navi da battaglia della Marina imperiale giapponese, comprendente la Fuso e la Yamashiro.

## Progetto e costruzione

Lo schema 2-1-1-2 delle torrette principali

Il progetto della nave è antecedente alla prima guerra mondiale, e prevedeva la disposizione delle torrette principali, tutte binate, secondo uno schema 2-1-1-2 molto inusuale, con il fumaiolo posto tra le due torri centrali. Alla nascita, la classe era in effetti la più potentemente armata al mondo. Sebbene lo schema permettesse un elevato numero di torri, le due centrali vedevano limitato il loro arco di tiro dalle sovrastrutture della nave, potendo essere utilizzate solo di bordata e non in caccia o in ritirata, inoltre questo schema obbligava ad estendere notevolmente la corazzatura. La nave aveva un elevato coefficiente di finezza che, nonostante la scarsa potenza dell'apparato motore, permetteva di raggiungere la velocità di 23 nodi al completamento, più che buona per il periodo della prima guerra mondiale.

## Prima guerra mondiale e ricostruzione

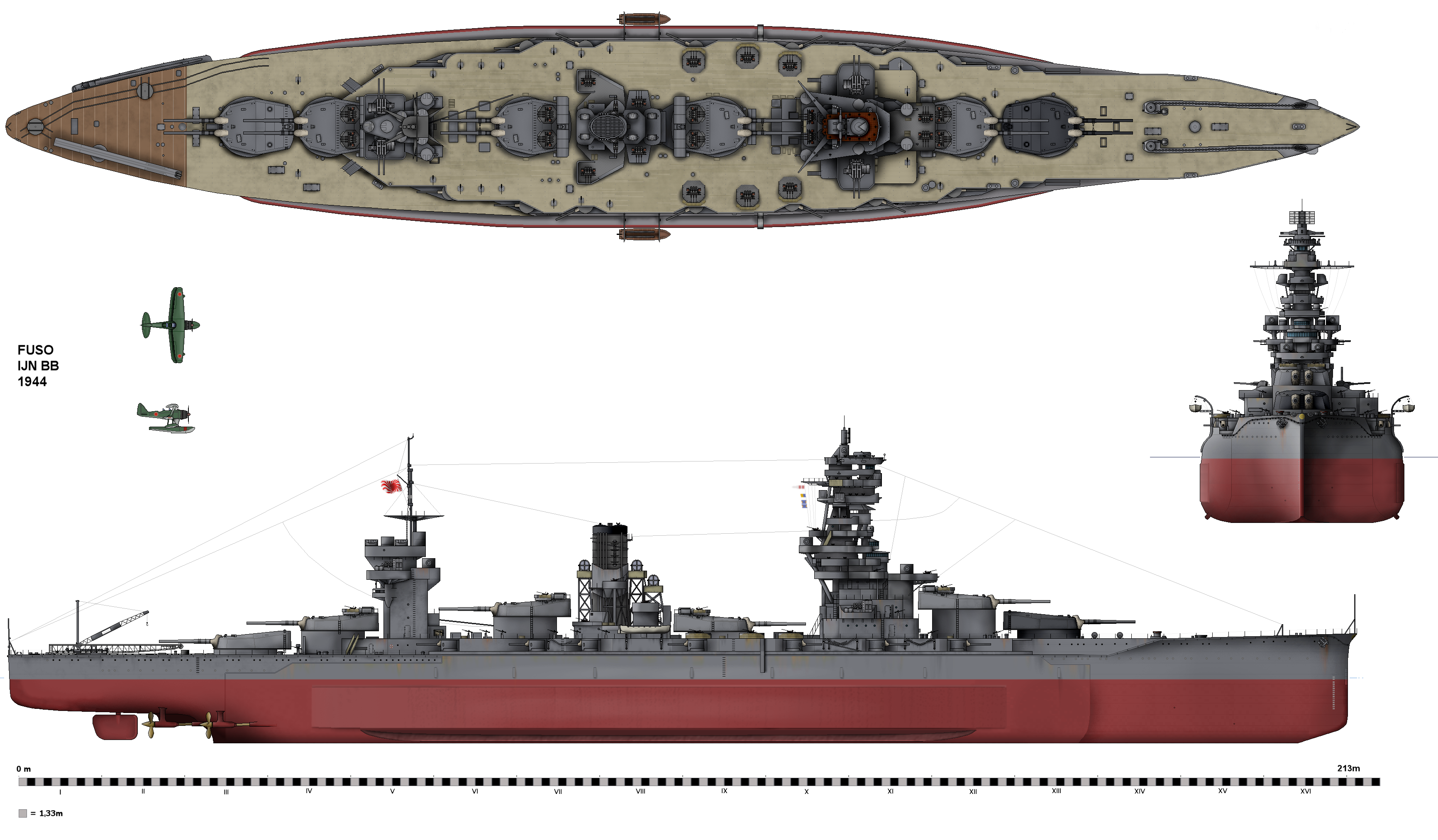
Tre viste della Fuso, che differiva leggermente dalla gemella Yamashiro

Tra le due guerre mondiali, la Fuso e la Yamashiro furono sottoposte ad un estensivo rifacimento, così come la maggior parte delle corazzate giapponesi allora in servizio. La Fuso fu allungata di circa 8 metri ed i suoi fumaioli gemelli raggruppati, mentre le 24 caldaie originarie, in grado di bruciare sia nafta che carbone, furono sostituite da 6 caldaie Kampon ad olio combustibile. Inoltre fu adottato l'albero a pagoda, un tipo di sovrastruttura che caratterizzava le navi giapponesi ricostruite nello stesso periodo. La corazzatura venne aumentata sia in estensione che in qualità in entrambe le navi, specialmente a proteggere la zona delle sale macchine posta sotto il livello dell'acqua, in modo da rispondere agli ultimi studi dell'epoca nel settore, e dopo che una nave da battaglia inglese, la HMS Marlborough, era stata quasi affondata da un solo siluro durante la battaglia dello Jutland. Lo spessore della zona ponte venne portato da 2" a 3,8". I miglioramenti della corazzatura vennero fatti anche sfruttando i varchi che furono aperti per sostituire le caldaie originali, e venne aggiunta una controcarena anti-siluro. Dopo questi lavori, le due navi furono in grado di raggiungere i 25,4 nodi, nonostante l'aumento di peso dovuto alla corazzatura aggiuntiva, in virtù della maggiore efficienza delle nuove caldaie.

## Servizio nella seconda guerra mondiale

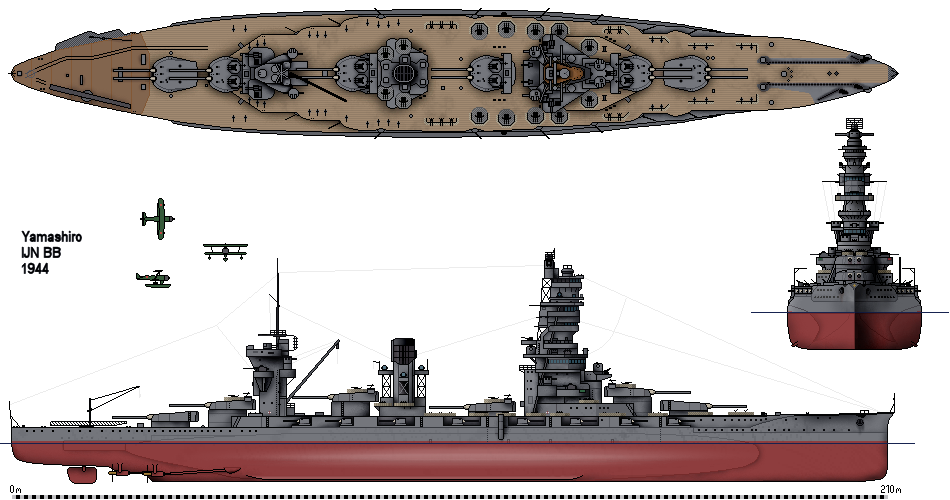
Tre viste della Yamashiro nel 1944

Nonostante queste modifiche, la marina imperiale giapponese considerò le navi inadeguatamente protette e troppo lente per essere di utilità, e così la Fuso e la Yamashiro vennero tenute in riserva nel Mare Interno come forza di riserva strategica nelle fasi iniziali della seconda guerra mondiale. La Fuso, con al comando il capitano Mitsuo Kinoshita, partecipò senza successo alla ricerca delle navi che avevano lanciato il raid su Tokyo di Doolittle, poi partecipò alla forza di copertura durante la campagna delle isole Aleutine.
Vennero poi impiegate principalmente in ruoli di addestramento e solo quando le sorti della guerra iniziarono ad essere sfavorevoli per il Giappone vennero impiegate in battaglia. Le navi vennero entrambe affondate durante la Battaglia dello Stretto di Surigao, il 25 ottobre 1944. Alle 03:09 la Fuso venne colpita da almeno un siluro del cacciatorpediniere statunitense Melvin, che provocò l'esplosione del deposito munizioni delle torri C e Q. Successivamente fu attaccata dalla Portland, che aprì il fuoco da circa 17.000 m. La Fuso fu centrata da 18 colpi da 200 mm. L'esplosione successiva di uno dei due magazzini spezzò la nave in due, causando la morte di quasi tutto l'equipaggio. I superstiti rifiutarono di farsi raccogliere dalle navi statunitensi. Anche la Yamashiro, che nell'occasione era l'ammiraglia della Forza Sud con a bordo l'ammiraglio Shōji Nishimura, fu colpita alle 03:21 da un siluro e dovette allagare i depositi munizioni per evitare l'esplosione, perdendo così l'uso di due torri da 14". Alle 03:31 venne colpita da un altro siluro che la costrinse a proseguire nella battaglia a 5 nodi, riuscendo poi ad aumentare la velocità a 15 nodi. Sottoposta al fuoco concentrato della squadra statunitense, riuscì ad affondare un cacciatorpediniere, ma mentre si allontanava fu colpita da due altri siluri alle 04:09 e affondò alle 04:19, con soli tre superstiti.